# Giải bóng đá hạng ba quốc gia Cộng hòa Síp 1981–82
Giải bóng đá hạng ba quốc gia Cộng hòa Síp 1981–82 là mùa giải thứ 11 của giải bóng đá hạng ba Cộng hòa Síp. Digenis Akritas Ipsona giành danh hiệu đầu tiên.

## Thể thức thi đấu
Có 14 đội bóng tham gia 1981–82 Giải bóng đá hạng ba quốc gia Cộng hòa Síp. Tất cả các đội thi đấu với nhau hai lần, một ở sân nhà và một ở sân khách. Đội bóng nhiều điểm nhất vào cuối mùa giải sẽ là đội vô địch. Hai đội đầu bảng sẽ lên chơi ở Giải bóng đá hạng nhì quốc gia Cộng hòa Síp 1982–83. Hai đội cuối bảng xuống chơi tại các giải khu vực.

### Hệ thống điểm
Các đội bóng nhận được 2 điểm cho một trận thắng, 1 điểm cho một trận hòa và 0 điểm cho một trận thua.

## Bảng xếp hạng
| Vị thứ | Đội bóng               | St. | T. | H. | B. | BT. | BB. | BT. | Đ  | Ghi chú                                                                 |
| ------ | ---------------------- | --- | -- | -- | -- | --- | --- | --- | -- | ----------------------------------------------------------------------- |
| 1      | Digenis Akritas Ipsona | 26  |    |    |    | 56  | 24  | +32 | 37 | Vô địch-Thăng hạng Giải bóng đá hạng nhì quốc gia Cộng hòa Síp 1982–83. |
| 2      | Anagennisi Deryneia FC | 26  |    |    |    | 46  | 20  | +26 | 37 | Thăng hạng Giải bóng đá hạng nhì quốc gia Cộng hòa Síp 1982–83.         |
| 3      | Orfeas Athienou        | 26  |    |    |    | 43  | 35  | +8  | 35 |                                                                         |
| 4      | Ethnikos Assia FC      | 26  |    |    |    | 32  | 15  | +17 | 35 |                                                                         |
| 5      | ENTHOI Lakatamia FC    | 26  |    |    |    | 40  | 25  | +15 | 32 |                                                                         |
| 6      | Iraklis Gerolakkou     | 26  |    |    |    | 28  | 17  | +11 | 31 |                                                                         |
| 7      | ASIL Lysi              | 26  |    |    |    | 25  | 29  | -4  | 26 |                                                                         |
| 8      | Neos Aionas Trikomou   | 26  |    |    |    | 30  | 30  | 0   | 25 |                                                                         |
| 9      | AEK Kythreas           | 26  |    |    |    | 31  | 42  | -11 | 21 |                                                                         |
| 10     | Olimpiada Neapolis FC  | 26  |    |    |    | 25  | 44  | -19 | 20 |                                                                         |
| 11     | Doxa Katokopias FC     | 26  |    |    |    | 14  | 30  | -16 | 19 |                                                                         |
| 12     | ENAD Ayiou Dometiou FC | 26  |    |    |    | 22  | 44  | -22 | 17 |                                                                         |
| 13     | Libanos Kormakiti      | 26  |    |    |    | 27  | 49  | -22 | 15 | Xuống hạng các giải khu vực.                                            |
| 14     | Vị thứeidon Larnacas   | 26  |    |    |    | 11  | 46  | -35 | 14 | Xuống hạng các giải khu vực.                                            |

Hệ thống điểm: Thắng=2 điểm, Hòa=1 điểm, Thua=0 điểm
Luật xếp hạng: 1) Điểm, 2) Hiệu số, 3) Bàn thắng